# Баныкинское кладбище
Баныкинское кладбище — кладбище в Центральном районе города Тольятти Самарской области, Россия. Название кладбищу дано по названию улицы, вдоль которой оно расположено.
Адрес: Самарская область, город Тольятти, улица Баныкина.
Кладбище является самым известным в городе. В настоящее время захоронения на нём производятся на свободных участках и в виде подзахоронений в существующие семейные и родственные могилы. Отпевание усопших совершается в церкви Святителя Тихона Патриарха Московского и всея Руси (улица Лизы Чайкиной, 28а; храм находится примерно в 3,5 километрах от кладбища). На самом кладбище имеется храм в честь Св. Пророка Божия Илии.
Хоронить на кладбище начали в середине 1950-х годов, когда была построена Жигулёвская ГЭС, и образовавшееся Куйбышевское водохранилище затопило город Ставрополь-на-Волге (ныне Тольятти) и его кладбище. Останки более 1400 человек были перезахоронены на Баныкинском кладбище в братскую могилу.

## Захоронения
На кладбище имеется специальная аллея, где похоронены Почётные граждане Тольятти.
Некоторые известные люди, похороненные на кладбище:
- Букавшин, Иван Александрович — российский шахматист, гроссмейстер.
- Досаев, Пётр Алексеевич — Герой Социалистического Труда.
- Дроздов, Глеб Борисович — основатель и художественный руководитель тольяттинского драматического театра «Колесо».
- Ефремов, Иван Никитович — Герой Социалистического Труда.
- Жилин, Василий Иванович — Герой Советского Союза.
- Иванов, Валерий Евгеньевич — основатель и первый главный редактор газеты «Тольяттинское обозрение», Почётный гражданин Тольятти.
- Исаков, Валентин Иванович — генеральный директор ОАО «АВТОВАЗ» в 1982—1988 годах.
- Лещинер, Бенцион Борух Мордкович — советский промышленный деятель, Почётный гражданин Тольятти.
- Манышкин, Владимир Владимирович[8] — полковник ФСБ в запасе.
- Александр Валерьевич и Алексей Валерьевич Микряковы — братья-близнецы, военнослужащие Вооружённых Сил СССР, погибшие в боях Первой чеченской войны.
- Морозов, Александр Максимович — Герой Социалистического Труда, первый секретарь Ставропольского Райкома КПСС.
- Николаев, Алексей Васильевич — генеральный директор ОАО «АВТОВАЗ» в 1996—2002 годах.
- Панюшкин, Юрий Михайлович — советский и российский бард.
- Поляков, Виктор Николаевич — Герой Социалистического Труда, генеральный директор ОАО «АВТОВАЗ» в 1966—1975 годах.
- Померанцева, Инесса Николаевна — Заслуженный врач РСФСР, Почётный гражданин Тольятти.
- Русаков, Евгений Вениаминович — первый секретарь Тольяттинского горкома КПСС в 1976—1982 годах.
- Сидоров, Алексей Владимирович — второй главный редактор газеты «Тольяттинское обозрение».
- Семизоров, Николай Фёдорович — Герой Социалистического Труда, Почётный гражданин Тольятти.
- Соловьёв, Владимир Сергеевич — первый главный конструктор ОАО «АВТОВАЗ».
- Степанов, Анатолий Алексеевич[9] — вице-спикер Самарской губернской думы.
- Туркин, Сергей Иванович — первый секретарь Тольяттинского горкома КПСС в 1982—1988 годах.
- Тычкин, Александр Петрович[10] — тренер хоккейного клуба «Лада» в 1990 году.
- Шимолин, Павел Евсимонович— Герой Социалистического Труда.

Фотогалерея
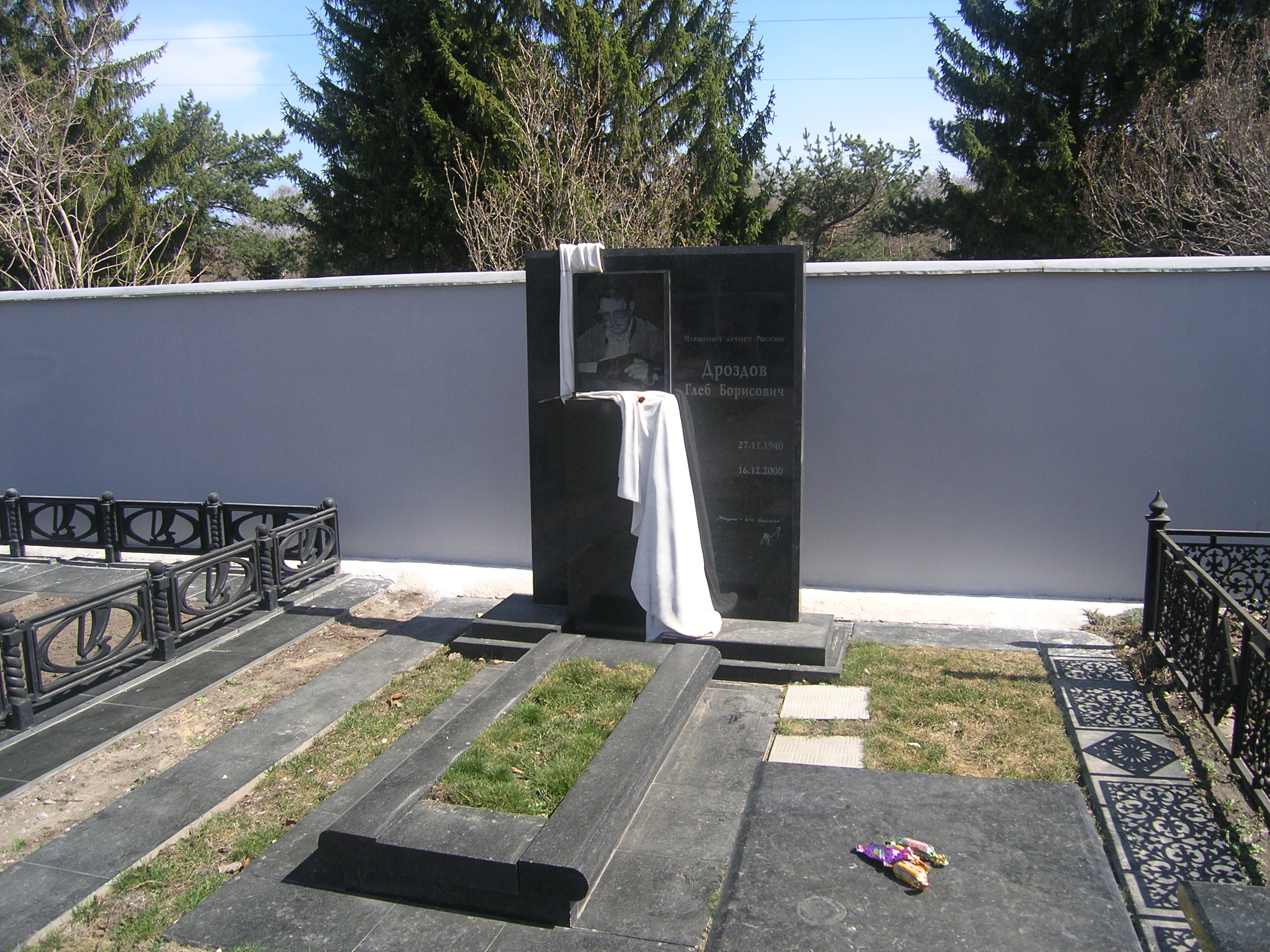
Дроздов Г. Б.
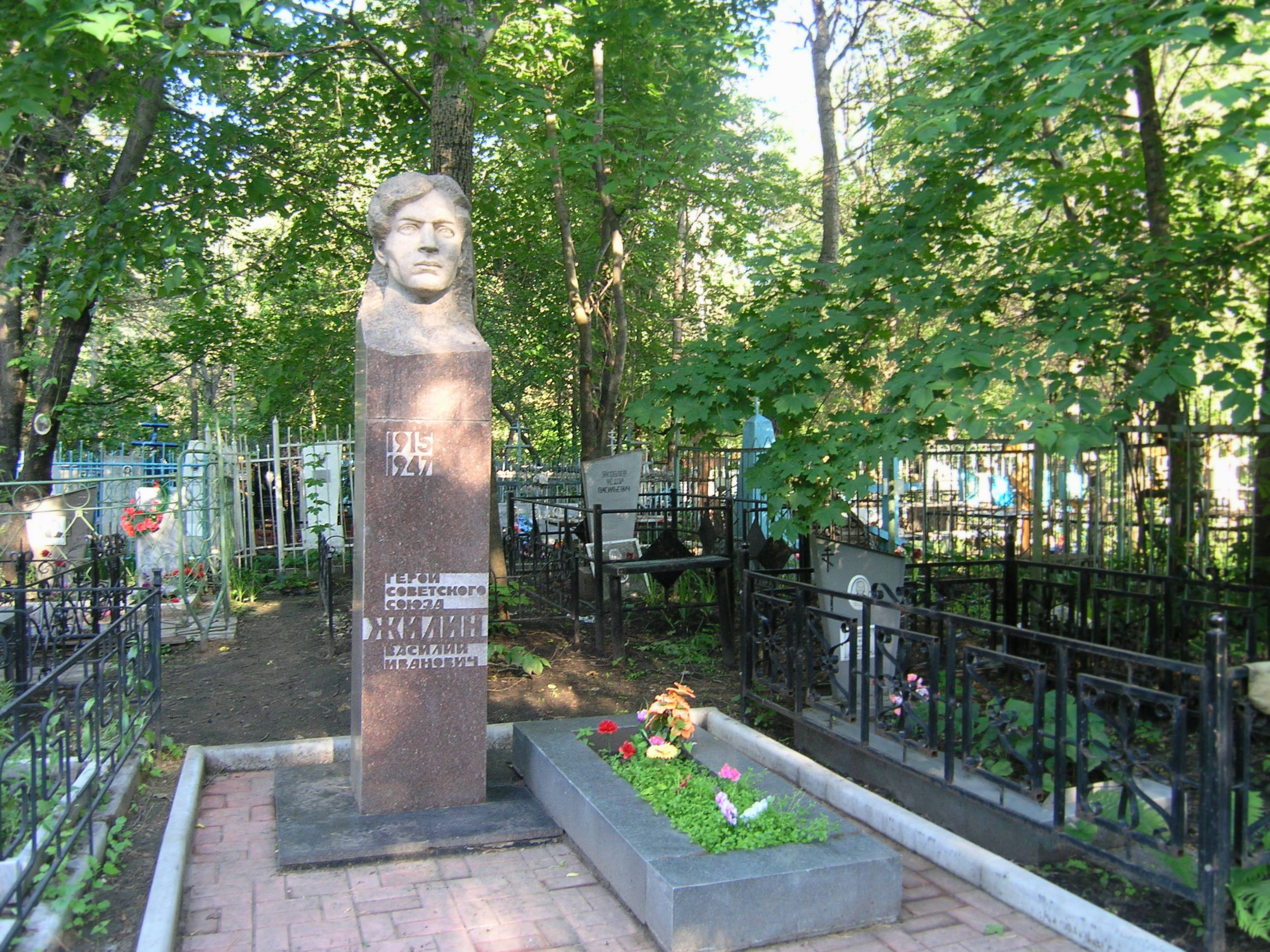
Жилин В. И.
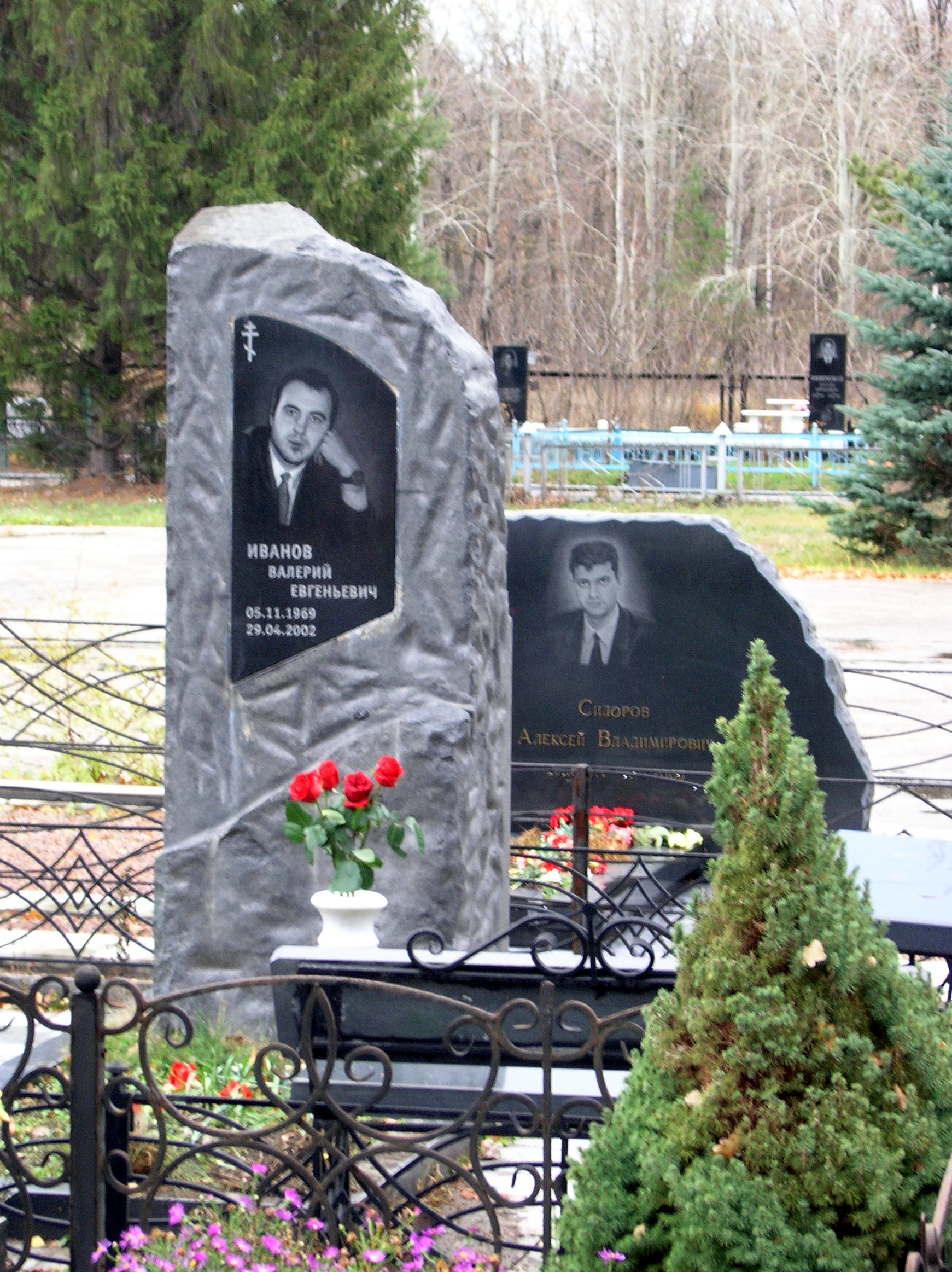
Иванов В. Е.
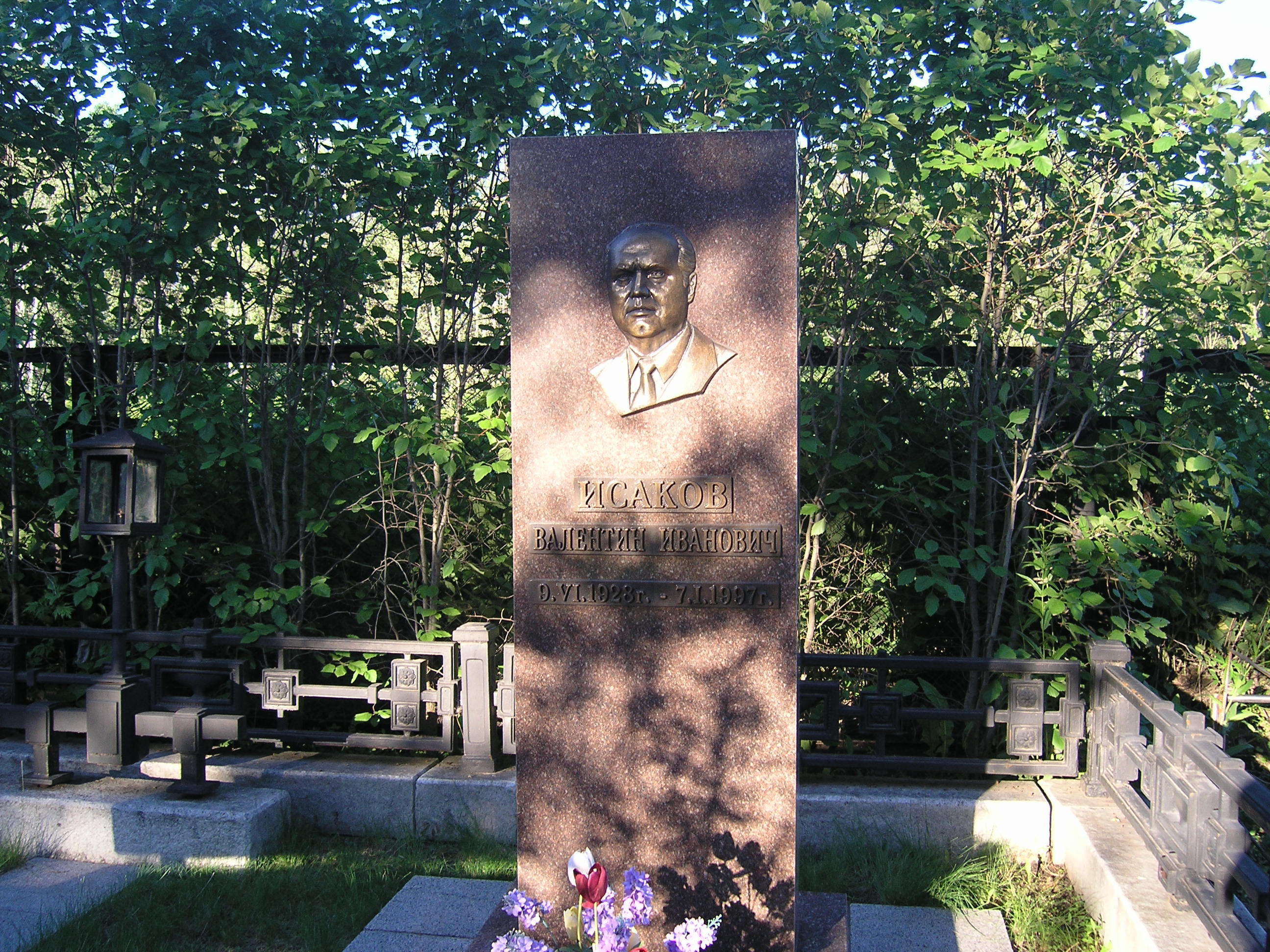
Исаков В. И.
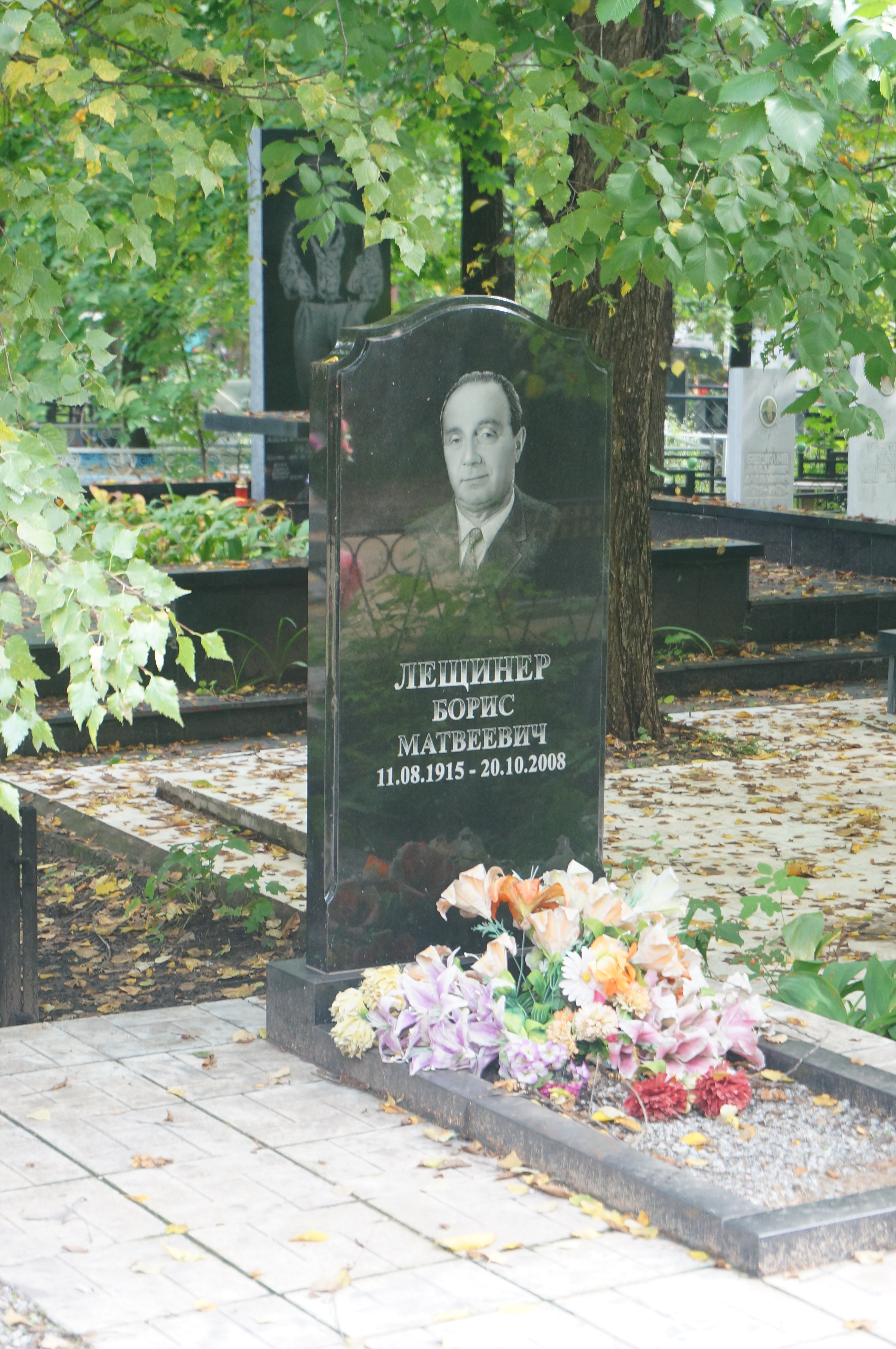
Лещинер Б. Б.
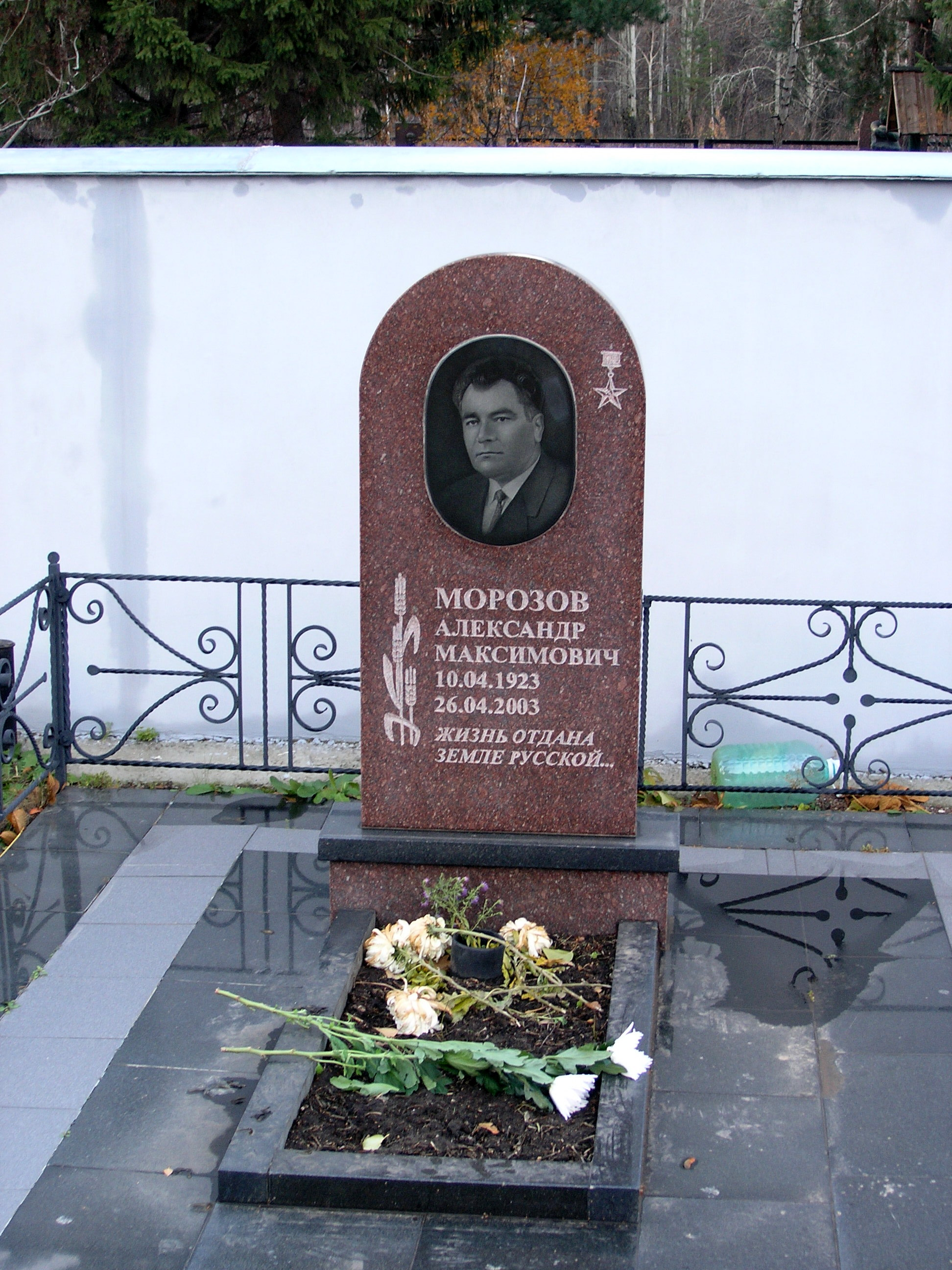
Морозов А. М.
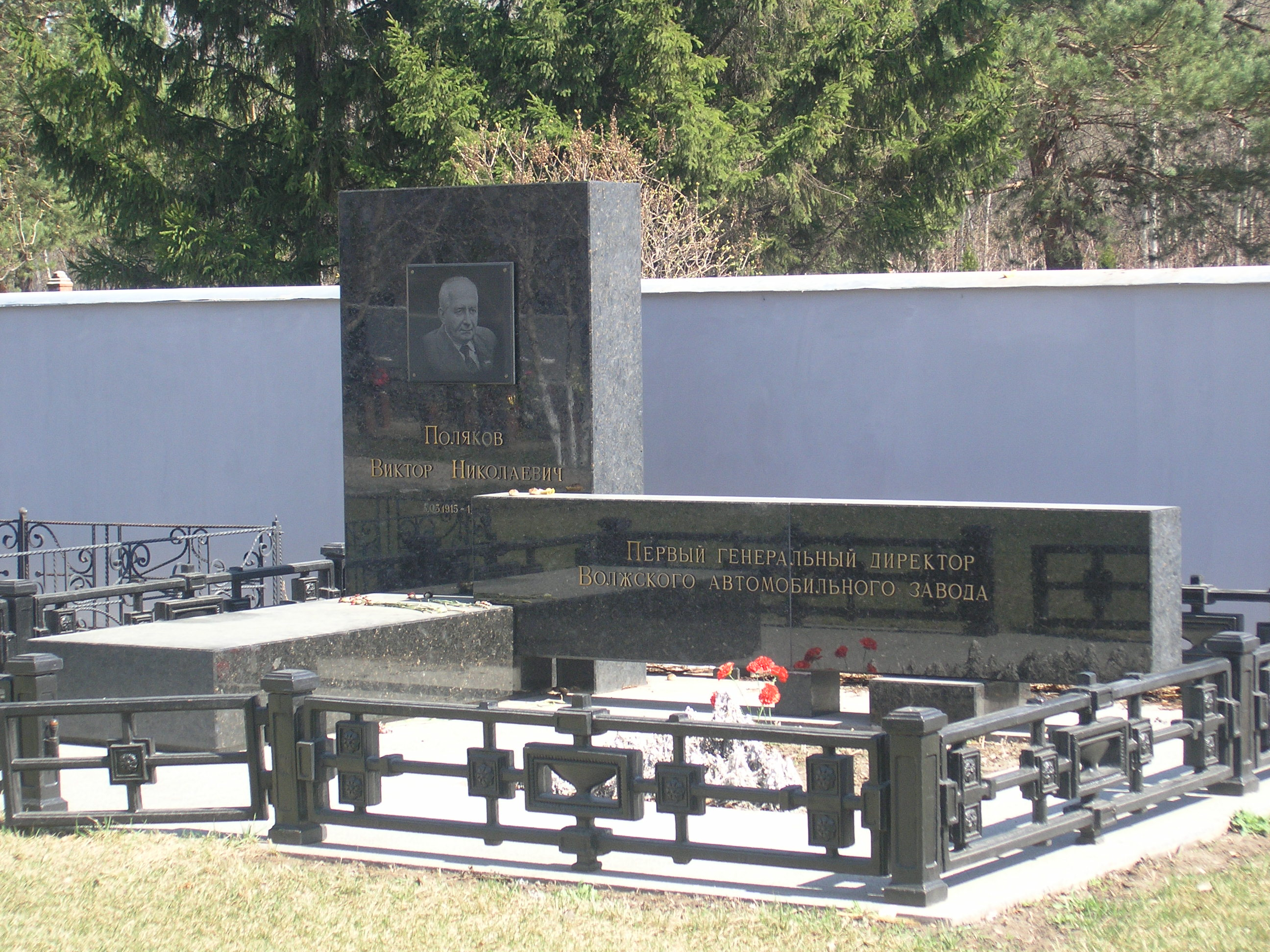
Поляков В. Н.
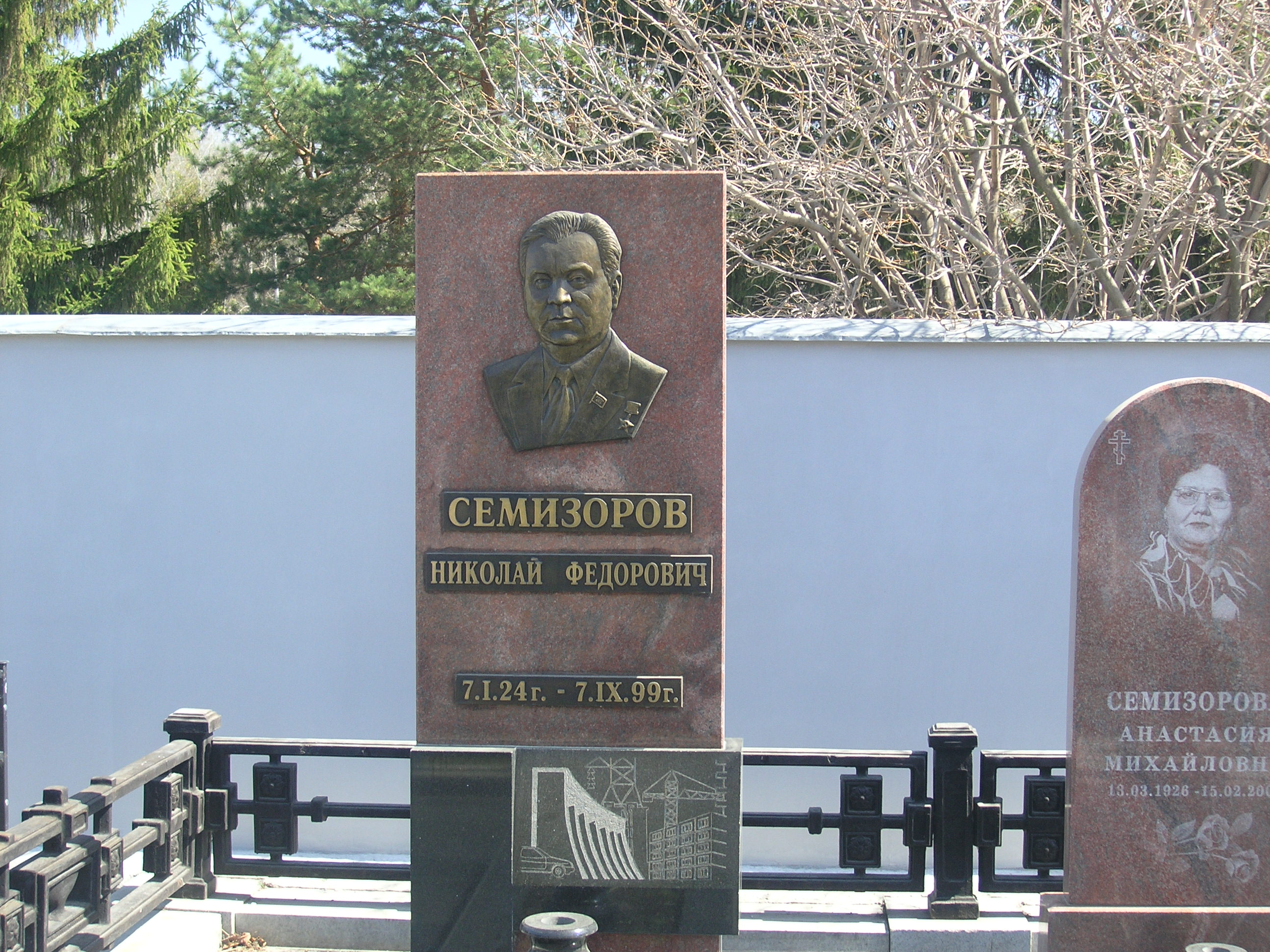
Семизоров Н. Ф.
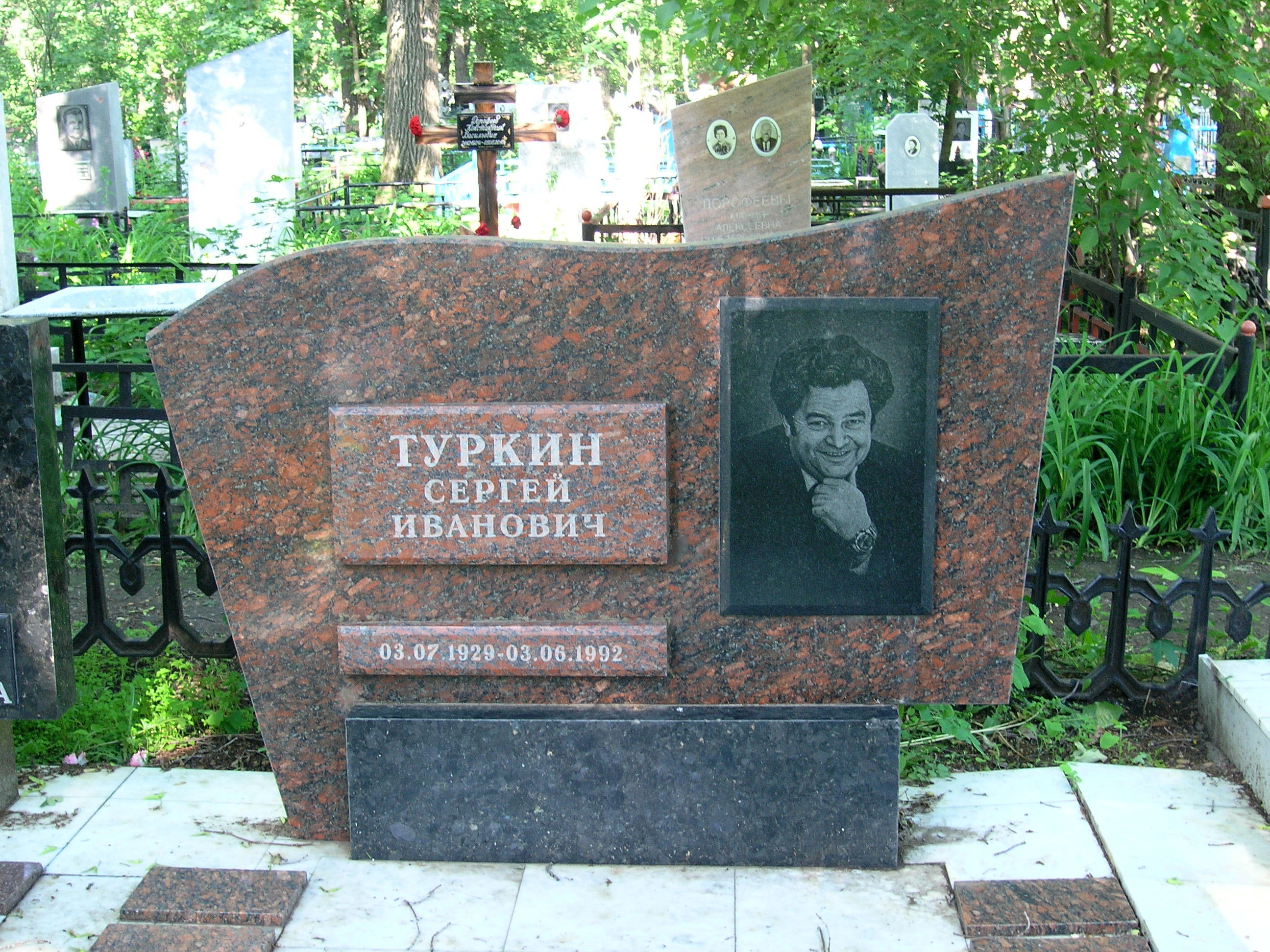
Туркин С. И.

На Баныкинском кладбище существует также две «Аллеи героев»: официальная, где похоронены погибшие в горячих точках военнослужащие, и неофициальная, где похоронены участники криминальных войн в Тольятти. Последняя намного обширнее и монументальнее, она известна далеко за пределами города, её часто посещают гости Тольятти.

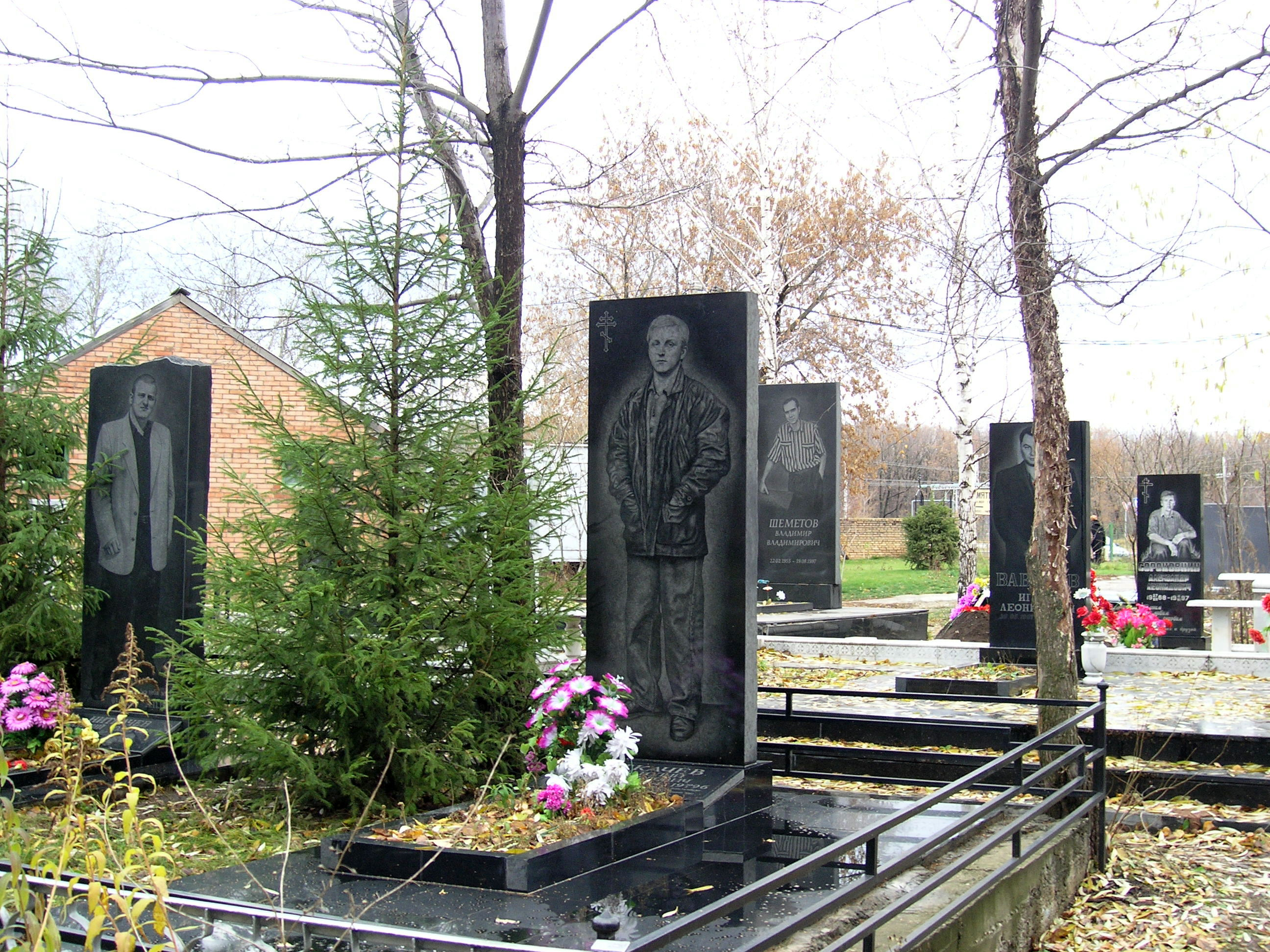
Аллея криминальных героев Тольятти
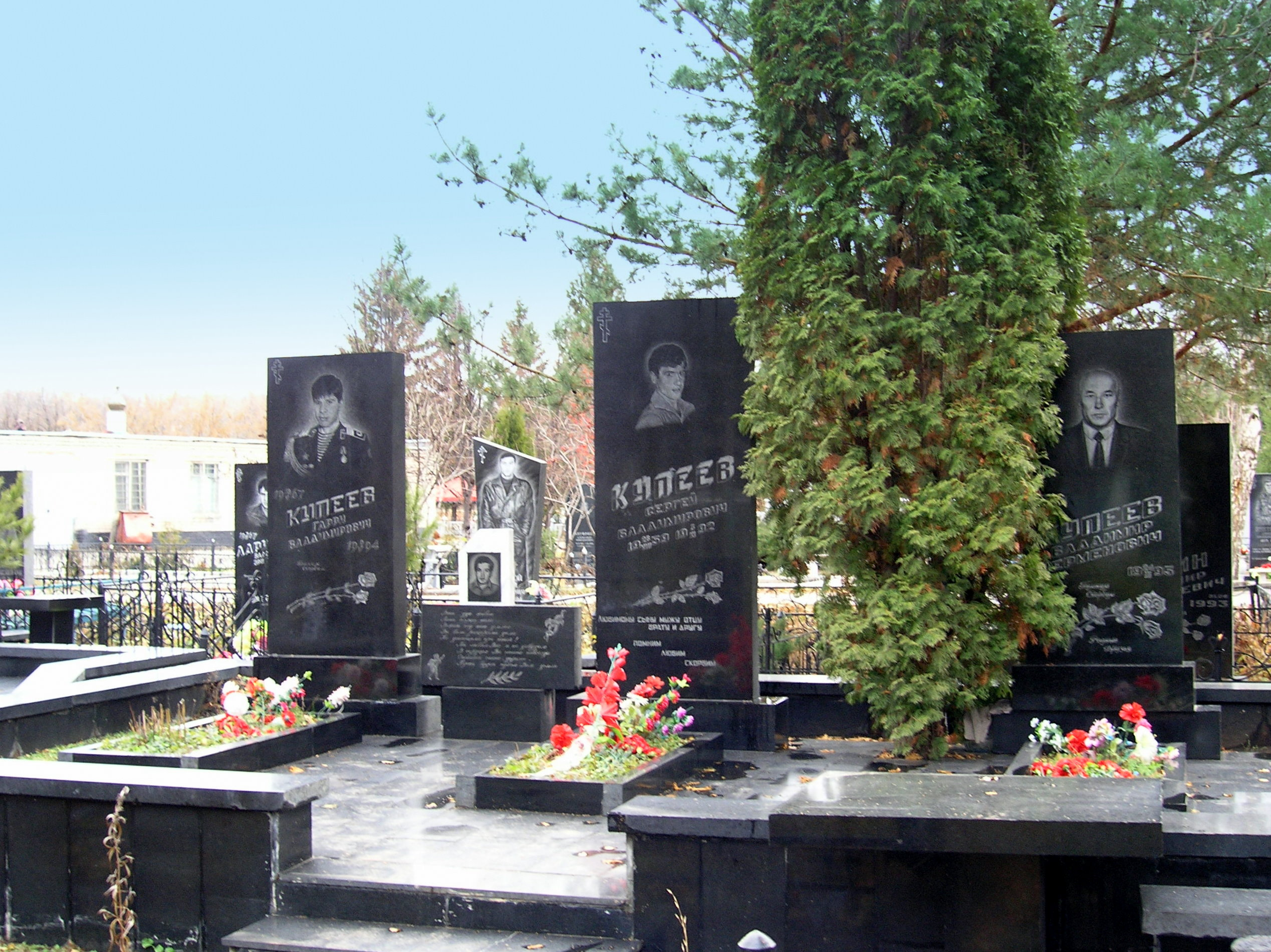
Могилы семьи Купеевых, известных криминальных деятелей 1990-х годов
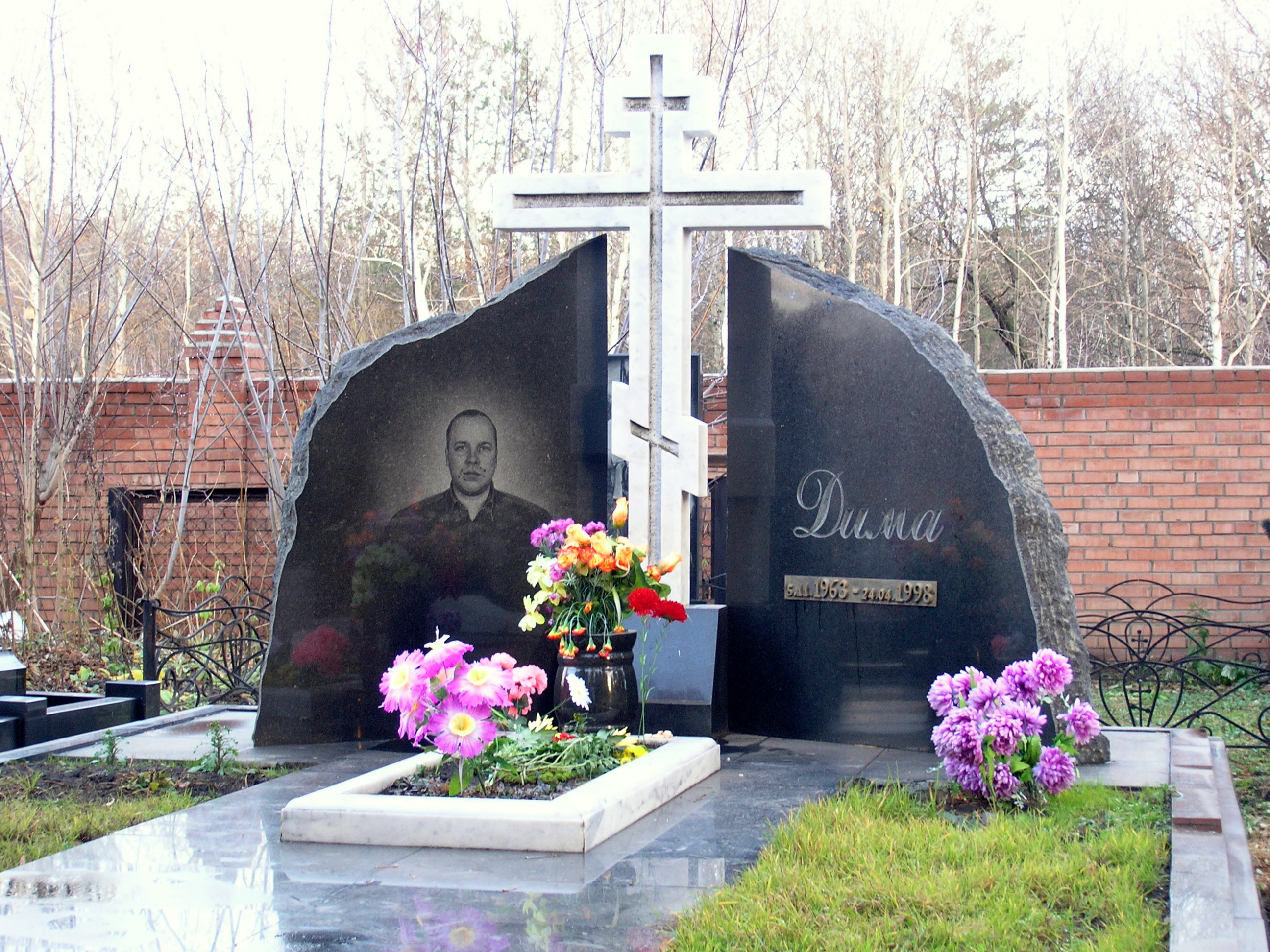
Могила Дмитрия Рузляева, лидера «Рузляевской ОПГ»